# Tory Lane
Tory Lane, née Lisa Nicole Piasecki le 30 septembre 1982, est une actrice pornographique, réalisatrice et stripteaseuse américaine.

## Biographie
Lane est née à Fort Lauderdale, en Floride. Elle commence par la danse classique « ballet » à 6 ans. Après ses études, elle travaille dans un club en bord de mer de Fort Lauderdale et dans la chaîne de restauration Hooters,.
Elle vit dès sa plus jeune enfance dans une famille extrêmement stricte et dure, elle arrêta ses études et décida de se lancer dans la pornographie.
Tory Lane a un contact avec Sin City (studio).
Elle apparait en 2006 dans le show télé réalité Jenna's American Sex Star avec Roxy Jezel sur Playboy TV.

## Récompenses et nominations
Récompenses
- 2009 : AVN Award - Best POV[Quoi ?] Sex Scene - Double Vision 2 (2008) avec Erik Everhard & Katja Kassin[réf. nécessaire]
- 2010 : AVN Award - Best Group Sex Scene - 2040

Nominations
- 2009 : AVN Award - Best Threeway Sex Scene - Filth Cums First 3 (2007)
- 2008 : AVN Award - Best Actress - Video - Outkast (2007)
- 2008 : AVN Award - Best Anal Sex Scene -  Flesh Hunter 9 (2006)
- 2008 : AVN Award - Best Group Sex Scene -  The Good, the Bad & the Slutty (2006) (avec Mr. Pete, Annette Schwarz, John Strong)
- 2007 : AVN Award - Best Group Sex Scene - Clusterfuck 5 (2006)
- 2007 : AVN Award - Best Tease Performance Illegal Ass (2006)
- 2007 : AVN Award - Best Oral Sex Scene - Gag Factor 21 (2006)
- 2007 : AVN Award - Best All-Girl Sex Scene - Belladonna: No Warning 2 (2006) (avec Roxy Jezel)
- 2007 : AVN Award - Most Outrageous Sex Scene, Twisted as Fuck (2006)
- 2007 : AVN Award - Best POV Sex Scene, About Face 3 (2007)
- 2007 : AVN Award - Female Starlet of the year
- 2007 : F.A.M.E. Awards, Favorite Oral Star
- 2007 : F.A.M.E. Awards, Favorite Anal Star
- 2006 : AVN Award - Best New Starlet
- 2006 : AVN Award - Best Group Sex Scene - ATM City 2 (2005) avec Audrey Hollander
- 2006 : XRCO award, Female performer of the year

## Filmographie sélective

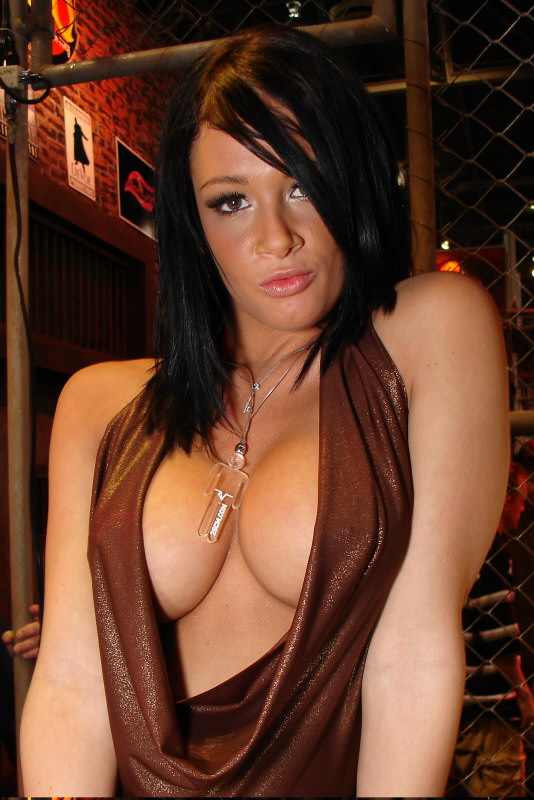

- Sexual Desires Of Tory Lane (2013)
- Tuna Helper (2012)
- It's a Girl Thing 2 (2012)
- Hot And Mean 2 & 3 (2011)
- Superstar Showdown 3: Courtney Cummz vs. Bree Olson (201)
- No Man's Land: Girls in Love 4 (2010)
- Belladonna: No Warning 5 (2010)
- Sex Files: A Dark XXX Parody (2009)
- Lesbians Love Sex 4 (2009)
- Lesbians Love Sex 1 (2008)
- Bitchcraft 5 (2008)
- Girlvana 3 (2007)
- Breast Seller (2007)
- Big Wet Asses 10 (2007)
- Belladonna: No Warning 2 (2006)
- Da Vinci Load (2006)
- About Face P.O.V. (2006)
- Anal Violations 2 (2006)
- American Bi (2006)
- Ass Lovers 1 (2006)
- Assploitations 7 & 8 (2006)
- The Violation of Tory Lane (2006)
- The 4 Finger Club 22 (2005)